# Isanthrene maculata
Isanthrene maculata är en fjärilsart som beskrevs av Max Wilhelm Karl Draudt. Isanthrene maculata ingår i släktet Isanthrene och familjen björnspinnare. Inga underarter finns listade i Catalogue of Life.